# L̯
Le L brève inversée souscrite (majuscule : L̯, minuscule : l̯) est une lettre additionnelle de l’alphabet latin utilisée l’écriture du mapuche. Elle est composée d’un L diacrité d’une brève inversée souscrite.

## Utilisation
Dans l’alphabet mapuche unifié, le ‹ l̯ › représente une consonne nasale dentale voisée [l̪] et peut aussi être écrite avec le l macron souscrit ‹ ḻ ›.

## Représentation informatique
Le l brève inversée souscrite peut être représenté avec les caractères Unicode suivants :
- décomposé (Latin de base, Diacritiques)[2],[3] :

| formes    | représentations | chaînes de caractères | points de code | descriptions                                                   |
| --------- | --------------- | --------------------- | -------------- | -------------------------------------------------------------- |
| capitale  | L̯               | L◌̯                    | U+004C U+032F  | lettre majuscule latine l diacritique brève inversée souscrite |
| minuscule | l̯               | l◌̯                    | U+006C U+032F  | lettre minuscule latine l diacritique brève inversée souscrite |